# Nasamons
Els Nasamons (grec antic: Νασαμω̃νες, Nasamones) van ser un poble amazic del nord d'Àfrica que apareix a les fonts al llarg de tota l'antiguitat clàssica com a habitants de les terres de l'interior de la Cirenaica i dels Sirtes, com també a l'entorn d'Augila. Es tractava d'una de les tribus nòmades més importants de l'antiga Líbia. Segons Heròdot i Estrabó, vivien a la costa, entre els ausquises i els psils, als quals conqueriren i els foragitaren del seu territori. En canvi, Plini el Vell i Claudi Ptolemeu els situen entorn de l'oasi d'Augila, on Heròdot afirma que es desplaçaven a l'estiu. És probable que habitassin totes aquestes regions en un moment o altre de la història, car al cap i a la fi eren un poble nòmada. També és probable que, per la pressió dels cireneus i dels púnics, haguessin de desplaçar-se i que fos llavors que conquerissin el territori dels psils. Atès el costum que hom els atribueix d'ornar-se el cap amb plomes d'estruç, hom s'ha aventurat a identificar-los amb els temehu de les fonts egípcies.
Segons Heròdot, diu que es dedicaven a la ramaderia i que a l'estiu deixaven els seus ramats a la vora del mar i anaven terra endins a recol·lectar dàtils a l'oasi d'Augila. També caçaven llagosts, les quals assecaven al sol i les esmicolaven i es prenien les pólvores resultants amb llet. Esmenta també de la seva promiscuïtat sexual: eren polígams i tenien les dones en comú. També parla de l'ús especial dels pactes i juraments, i afegeix que es destacaven per les seves pràctiques endevinatòries: visitaven els sepulcres dels seus avantpassats, els dirigien oracions i els feien sacrificis, i en acabar, s'hi adormien, i allò que els apareixia en somnis era l'averany que rebien. El seu territori produïa una pedra preciosa anomenada Nasamonitis.
Els esmenten Heròdot (segle v aC), el Periple de Pseudo-Escílax (segle iv aC), Estrabó (segle i aC), Diodor de Sicília (segle i aC), Plini el Vell (segle i), Dió Crisòstom (segle i), Claudi Ptolemeu (segle ii), Aulus Gel·li (segle ii), Pausànias (segle ii) i Cassi Dió (segle iii), entre molts altres. Procopi (segle vi) no els esmenta, però sembla que s'hi refereix quan diu que els habitants de l'oasi d'Augila no es cristianitzaren fins als temps de Justinià.